# Белгрејд (Монтана)
Белгрејд (енгл. Belgrade) град је у округу Галатин у америчкој савезној држави Монтана. Према попису из 2010. Белгрејд је имао 7.389 становника.
У граду се налази и аеродром Галатин филд. Локација града је 45° 28′ С; 111° 06′ З / 45.46° С; 111.10° З, а надморска висина 1357 m. Према попису САД, град има укупну површину од 4.3 km².

## Демографија
По попису из 2010. године број становника је 7.389, што је 1.661 (29,0%) становника више него 2000. године.
|                   | 2010.          | 2000.          |
| Укупно            | 7 389 (100,0%) | 5 728 (100,0%) |
| Белци             | 6 824 (92,35%) | 5 473 (95,55%) |
| Хиспаноамериканци | 278 (3,762%)   | 111 (1,938%)   |
| Остали            | 221 (2,991%)   | 122 (2,130%)   |
| Азијати           | 40 (0,541%)    | 17 (0,297%)    |
| Афроамериканци    | 26 (0,352%)    | 5 (0,087%)     |

## Занимљивости
Ово је један од 8 градова у САД са овим именом.